# Bharatpur (Mahottari)
Bharatpur (nepalski: भरतपुर, trl. Bharatpur, trb. Bharatpur) – gaun wikas samiti w środkowej części Nepalu w strefie Dźanakpur w dystrykcie Mahottari. Według nepalskiego spisu powszechnego z 2001 roku liczył on 1381 gospodarstw domowych i 8323 mieszkańców (4025 kobiet i 4298 mężczyzn).